# Туринська марка
45°04′ пн. ш. 7°42′ сх. д. / 45.07° пн. ш. 7.7° сх. д.
Туринська марка (італ. Marca di Torino) або Туринське маркграфство — прикордонна марка на територією середньовічної Італії з середини X століття, коли вона була заснована як марка Ардуїна (лат. Marca Arduinica) від імені свого першого маркграфа Ардуїна Глабера. Марка включала кілька графств у П'ємонті, зокрема графства Турин, Оріате, Альбенга та, ймовірно, Вентімілья. Таким чином межі марки простягалися через долину річки По від Західних Альп на півночі і півночному заході до Лігурійського моря на півдні.
Через пізнішу важливість для володарів Туринського маркграфста з Савойського дому міста Суза та долини Сузи, що контролюали надважливий трансальпійський шлях через перевал Мон-Сені, його представники іноді називали себе «маркізами Сузькими», через що марку іноді помилково називають Сузькою маркою або Сузьким маркграфством. Проте в X та на початку XI століть Суза та Сузька долина не були найважливішою частиною Туринського графства, а тим паче усієї Туринської марки. Правлячі члени династії Ардуїнічів набагато частіше перебували у своїй столиці Турині, ніж де-інде, і до кінця 1020-х років Сузи контролювали молодша гілка династії, а не самі маркграфи.

## Історія
Формальна історія марки почалася приблизно в 951 році після того, як Беренгар Іврейський став королем Італії. У той час Беренгар завершив реорганізацію військових округів на південь від річки По, розпочату його попередником Гуго Арльським для захисту від нападів сарацинів зі сторони моря. Він утворив три нові прикордонні марки, для управління якими він призначив маркграфів:
- Туринську марку, що протягом короткого періоду була відома як марка Ардуїна (лат. Marca Arduinica), яку очолив призначений Беренгаром маркграфом Ардуїн Глабер. До свого призначення маркграфом, Ардуїн Глабер був в 941 році призначений Гуго Арльським графом Турина. Ардуїн відбив у сарацинів важливу Сузьку долину, по якій йшов трансальпійський шлях через перевал Мон-Сені[5].
- Монферратську марку або Західну Лігурію, що на короткий час стала відомою як марка Алерамо (лат. Marca Aleramica), яке очолив зять Беренгара маркграф Алерамо.
- Генуезьку марку (лат. Marca Januensis) або Східну Лігурію, що на короткий період стала відомою як Марка Обертенго (лат. Marca Obertenga), яку очолив призначений Беренгаром маркграф Оберто фон Луні.

У 961 році король Німеччини і майбутній перший імператор Священної Римської імперії Оттон I вторгся в Італію і змусив Беренгара до втечі. Проте Оттон продовжив роботу, яка була зроблена його попередником для реорганізації північно-західного напрямку на три великі марки, і в 964 році він перепризначив Ардуїна Глабера маркграфом Туринським.
Після цього маркою продовжували керувати члени роду Ардуїнічів. Син Ардуїна Глабера Манфред I став його наступником, а його син, Ульрік Манфред II, змінив його. У Ульріка Манфреда II не було синів, тому він залишив марку своїй дочці Аделаїді, яка в 1046 році вийшла заміж за Оттона, графа Аостського з Савойського дому. Хоча Аделаїда правила самостійно, де-юре контроль над маркграфством перейшов до її чоловіка Оттона, який з 1056 року став графом Савойським. Після смерті Аделаїди в 1091 році Туринська марка розпалась. Місто Турин отримало права комуни (комітальна влада в Турині в 1092 році була передана єпископу Турина), а більшість території маркграфства увійшла до складу володінь Савойського дому.
У 1092 році імператор Генріх IV надав своєму сину Конрада титул маркграфа Туринського (Конрад був онуком Аделаїди через її дочку Берту Савойську). Хоча Конрад намагався отримати контроль над маркою, його влада ніколи не була ефективною, а титул був переважно номінальним. Натомість північна частина Туринської марки відійшла до володінь Савойського графства, яким правив інший з онуків Аделаїди, Гумберт II (багато століть потому Турин став столицею володінь цієї династії). На півдні, землі, які складали Туринську марку були надані племіннику Аделаїди, Боніфацію дель Васто, який утворив на них Салуццьке маркграфство.

## Список маркграфів Туринських

### Ардуїнічі
- 964—977 Ардуїн Глабер
- 977—1000 Манфред I
- 1000—1034 Ульрік Манфред II
- 1034—1091 Аделаїда, співправителька зі своїми чоловіками, синами та онуком.

### Бабенберги
- 1037—1038 Герман IV, герцог Швабії (перший чоловік Аделаїди)

### Алерамічі
- 1041—1045 Генріх, маркграф Монферратський (другий чоловік Аделаїди)

### Савойський дім
- 1046—1060 Оттон, граф Савойський (третій чоловік Аделаїди)
- 1060—1078 П'єтро I, граф Савойський (син Аделаїди)
- 1078—1080 Амадей II, граф Савойський (син Аделаїди)

### Монбельярський дім
- 1080—1091 Фрідріх Монбельярський (онук Аделаїди)

Титул графа Туринського пізніше використовував принц Вітторіо Емануеле Савойський, член Савойського дому, який правив Італією з 1861 по 1946 рік.